# Dia da Bastilha
Dia da Bastilha é um feriado nacional francês celebrado anualmente em 14 de julho, em memória à Tomada da Bastilha, em 1789, quando teve início o caráter popular da Revolução Francesa.

## História
A atual Festa Nacional é um desenvolvimento da Festa da Federação (Fête de la Fédération), que já ocorreu primeiramente em 1790 em homenagem à determinação do povo francês durante os anos da Revolução. Este evento ocorreu no Campo de Marte, à época, distante do centro de Paris. Aos poucos, celebrar a data tornou-se uma tradição política relacionada ao sentimento nacionalista vivido durante a chamada França moderna, a França do século XIX.
Num discurso em 14 de julho de 1872, Léon Gambetta defendeu que sendo a Tomada da Bastilha a data mais significativa da Revolução, o povo deveria festejá-la anualmente. Porém, somente a partir de 1880 esta ideia foi levada a cabo. A Assembleia Nacional e o Senado, então, aprovaram o projeto de lei que previa o 14 de julho como Dia Nacional em detrimento do já deteriorado 4 de Agosto (antigo feriado monárquico que celebrava o fim do regime feudal). Em 6 de julho do mesmo ano a lei foi oficializada.

## Festividades

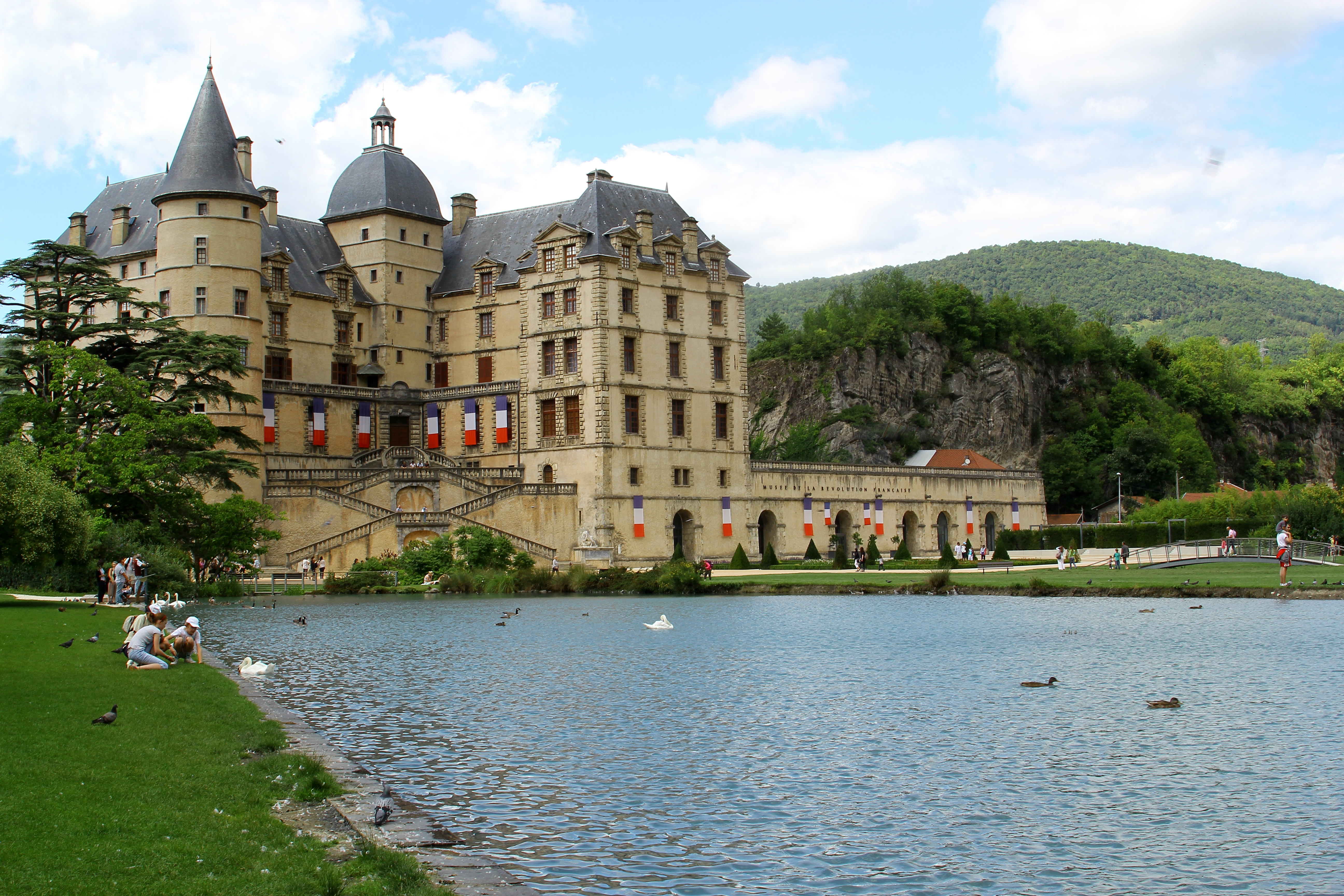
O museu da Revolução Francesa decorado durante um 14 de julho.

Tradicionalmente a Festa nacional francesa  é composta pelo desfile militar em Paris, as festas populares e o seu baile popular em cada localidade e o respectivo fogo de artifício.
Em 1994, soldados alemães do Eurocorps participaram do desfile na avenida Champs-Elysées, como um sinal de reconciliação.

## Atentado de 2016
No dia 14 de julho de 2016, um caminhão atropelou diversas pessoas que estavam assistindo à queima de fogos em comemoração ao 14 de julho, Dia da Bastilha, em Nice, no sul da França, matando dezenas. O ataque aconteceu no Promenade des Anglais (Passeio dos Ingleses), uma avenida à beira-mar, por volta das 22h30 (17h30 em Brasília). O procurador de Nice, Jean-Michel Prêtre, disse que o veículo percorreu 2 km entre a multidão. O Ministério do Interior francês confirmou que o motorista foi morto. A AP, citando como fonte o ex-prefeito de Nice e atual presidente da Metrópole Nice-Cote D'Azur, Christian Estrosi, afirmou que o caminhão estava cheio de armas e granadas.
Segundo o jornal local Nice-Matin, o condutor foi identificado como Mohamed Lahouaiej-Bouhlel, um indivíduo de 31 anos de idade, de nacionalidade tunisiana, residindo em França, autor de vários crimes comuns (entre eles violência doméstica) não associados a redes terroristas. A sua identificação foi encontrada no caminhão.
Em 16 de julho de 2016, o Estado Islâmico reivindicou a autoria do atentado, confirmando que o condutor do caminhão "era um dos soldados" instruídos a cometer atentados terroristas contra países que participem de ações bélicas contra o grupo.

## Imagens

Tomada da Bastilha
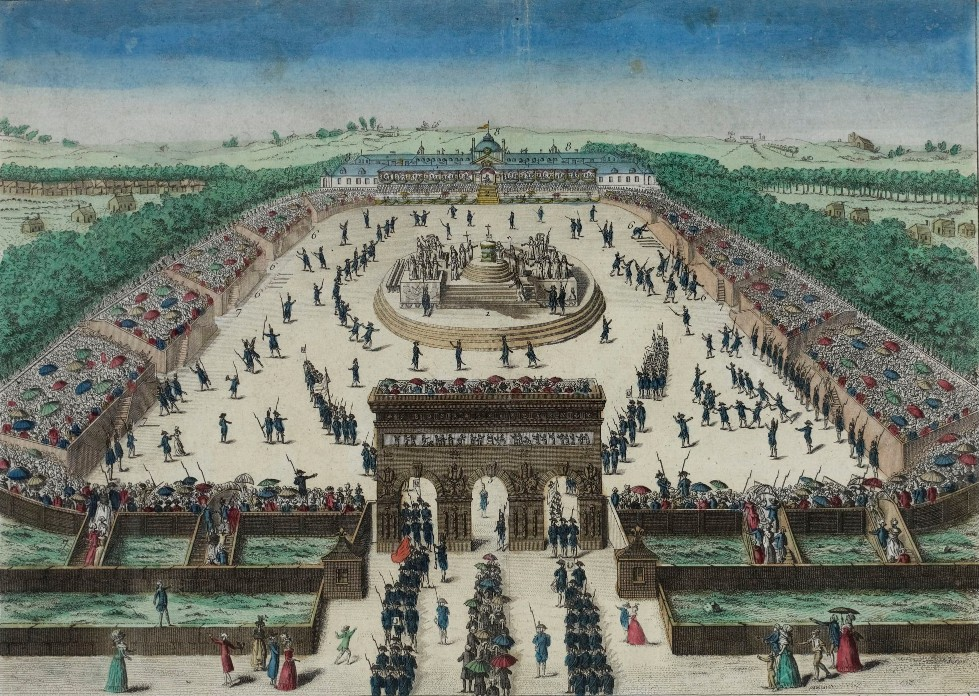
Festa da Federação no Champ-de-Mars (Paris)
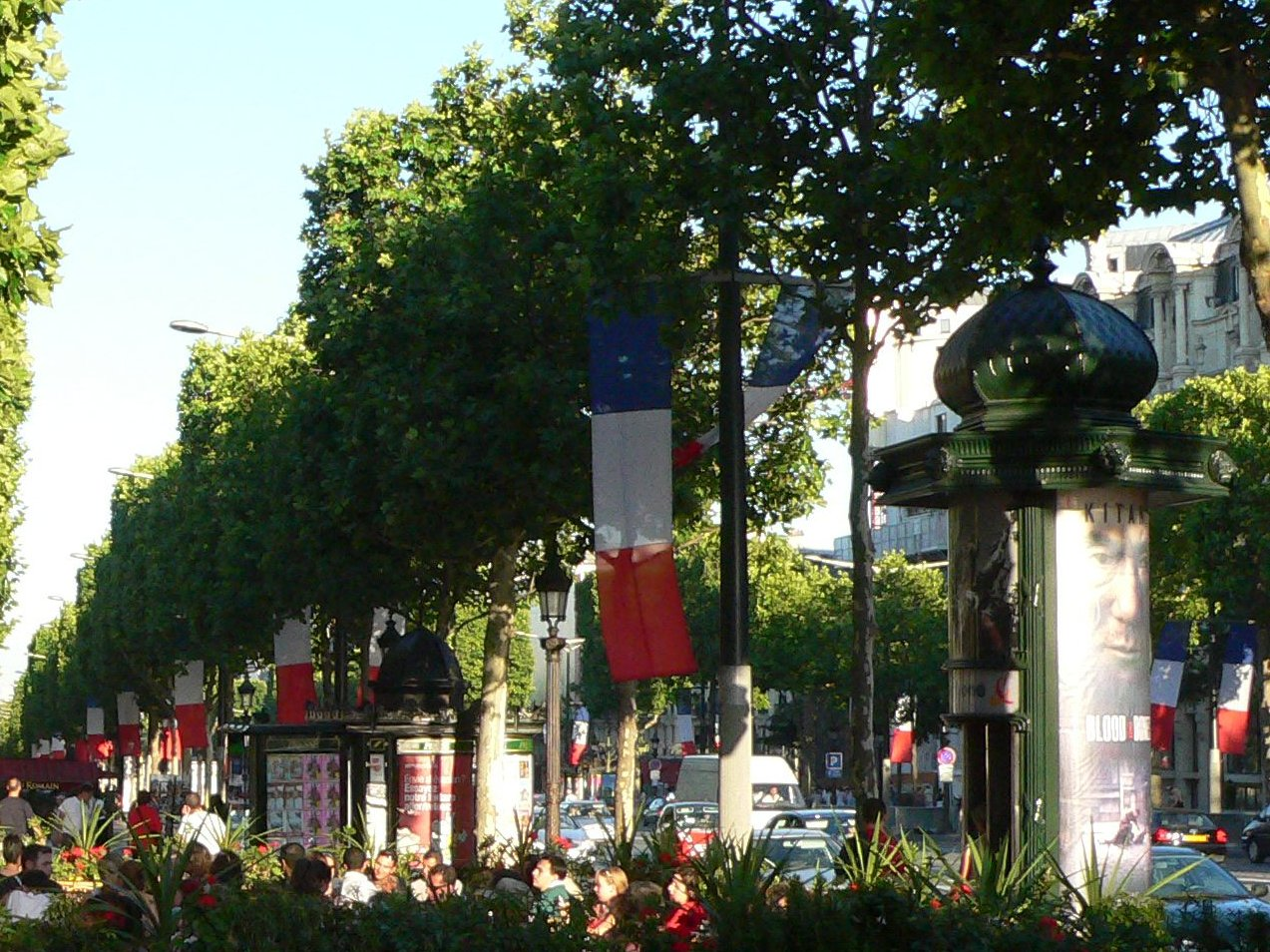
Avenue des Champs-Élysées num 14 juillet
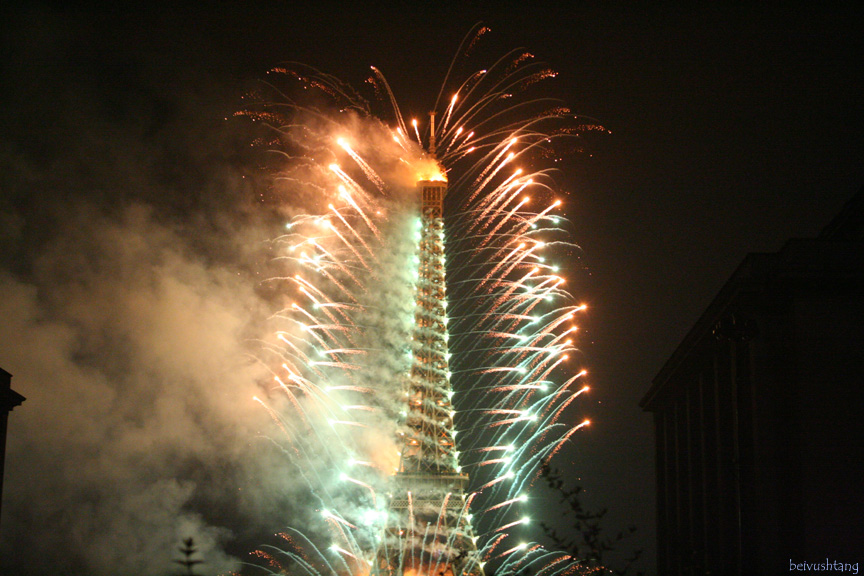
Fogo de artifício na Torre Eiffel
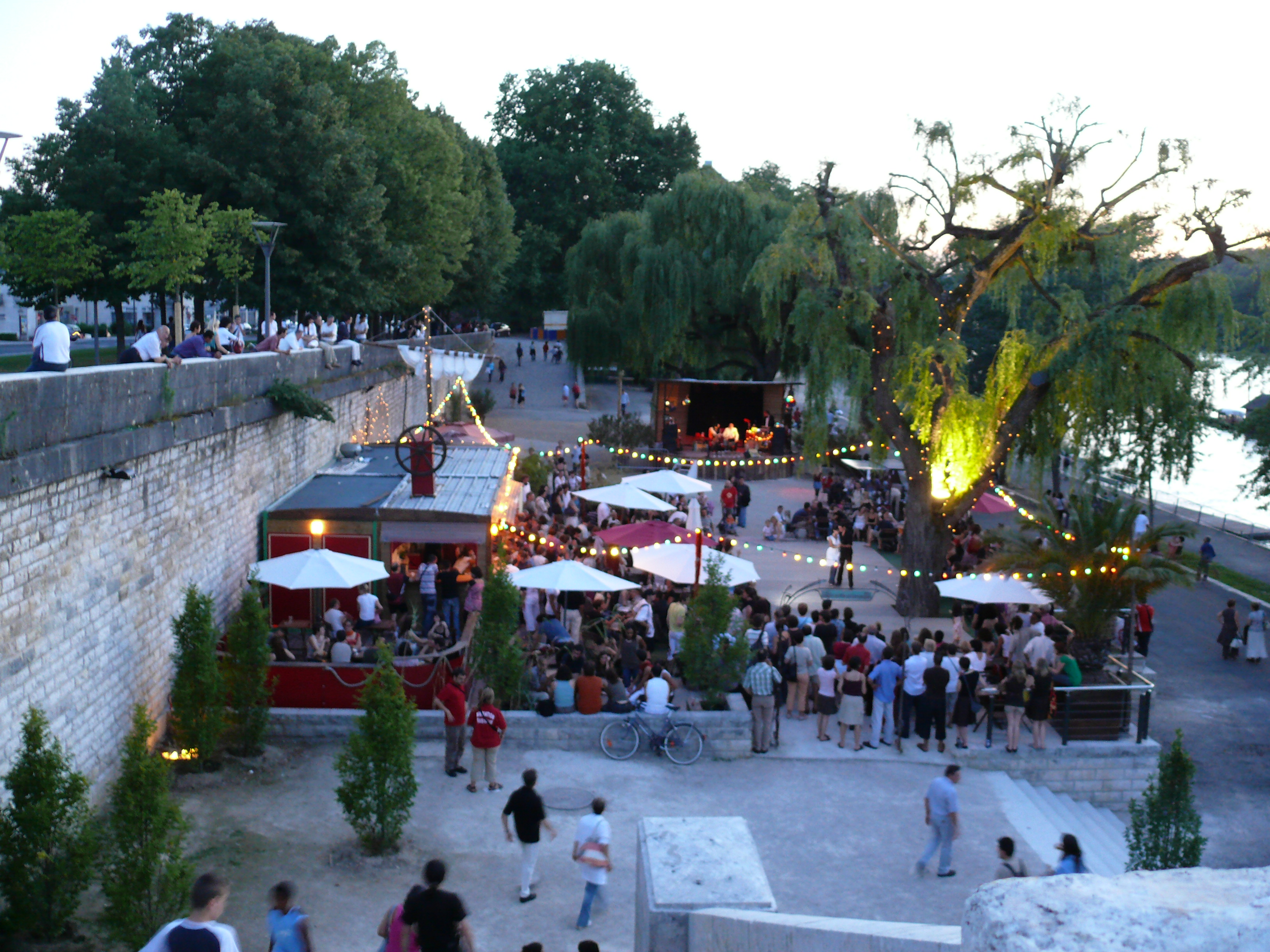
Festas nacionais  do 13 ao 14
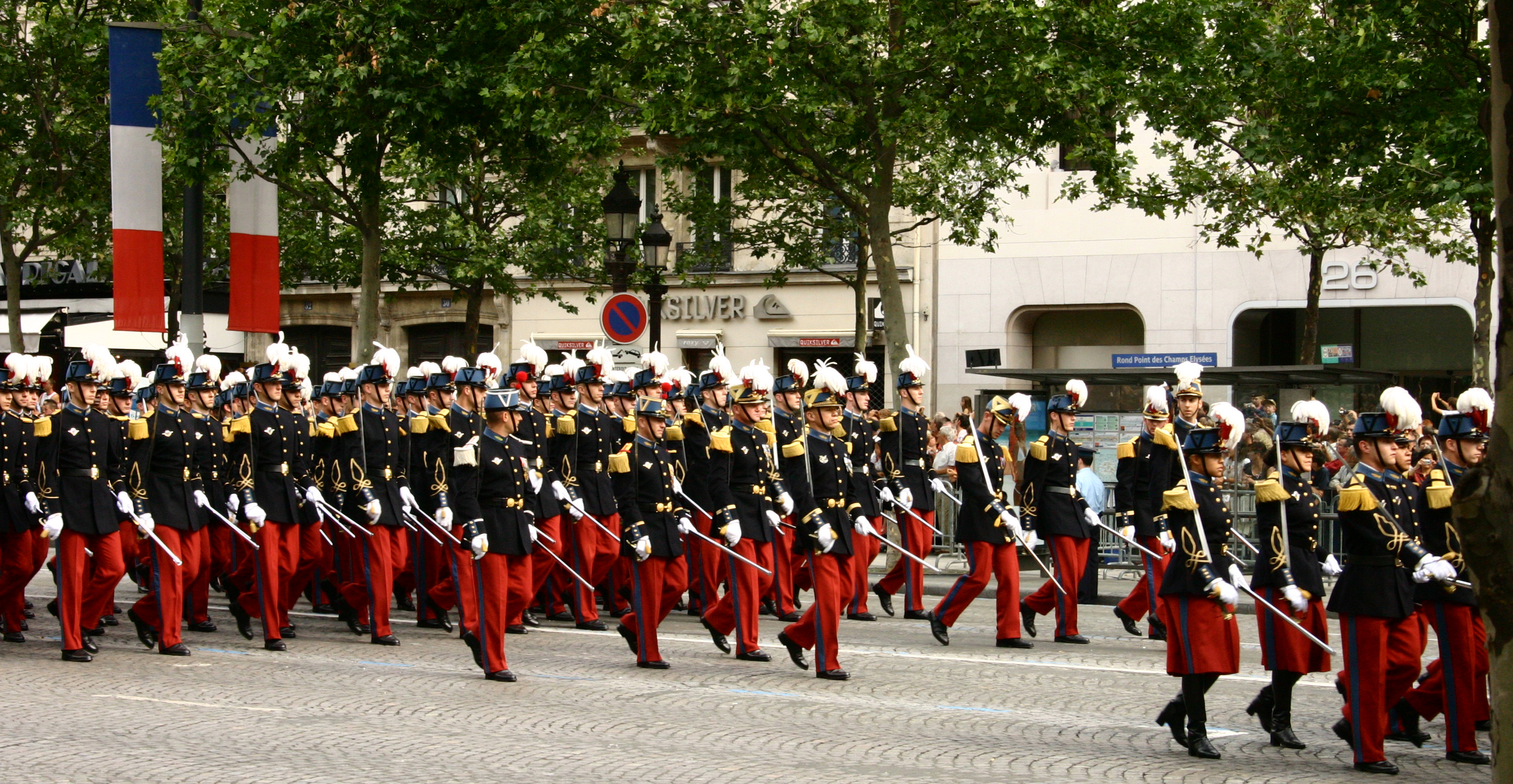
Desfile militar